# Зоологічна вулиця (Київ)
Зоологі́чна ву́лиця — вулиця в Шевченківському районі міста Києва, місцевість Шулявка. Пролягає від Берестейського проспекту до Дегтярівської вулиці.

## Історія
Вулиця виникла у 1-й половині XX століття, мала назву Безіменна. Сучасна назва — з 1949 року, від розташованого вздовж вулиці Зоологічного парку (міститься тут з 1913 року).

## Установи
- Бібліотека Національного медичного університету ім. О. О. Богомольця (буд. № 1)
- Інститут отоларингології імені професора О. С. Коломійченка НАМН України (буд. № 3)
- Київська міська клінічна лікарня № 14 (буд. № 3)
- Інститут генетики репродукції (буд. № 3-Д)
- ДЮСШ № 7 Шевченківського району (буд. № 6-А)
- Колишня в\ч 92653 (ПОУП ВА ППО СВ ім. Василевського)

## Пам'ятники та меморіальні дошки
- буд. № 12/15 — пам'ятник воїнам-автомобілістам, які загинули у Великій Вітчизняній війні 1914—1945 років. Встановлений 9 травня 1973 року.
- буд. № 3 — меморіальна дошка на честь вченого-біохіміка, заслуженого діяча науки і техніки України, професора К. М. Веремієнка (1922—2006), який працював у цьому будинку у 1961—2005 роках.
- буд. № 3 — меморіальна дошка на честь засновника інституту отоларингології, професора О. С. Коломійченка (1898—1974), який працював у цьому будинку у 1960—1974 роках. Відкрито 8 травня 1978 року, скульптор М. К. Вронський, архітектор В. Г. Гнєздилов.
- буд. № 1 — меморіальна дошка на честь вченого-стоматолога, професора М. Ф. Данилевського, який працював у цьому будинку у 1964—2006 роках.

## Зображення

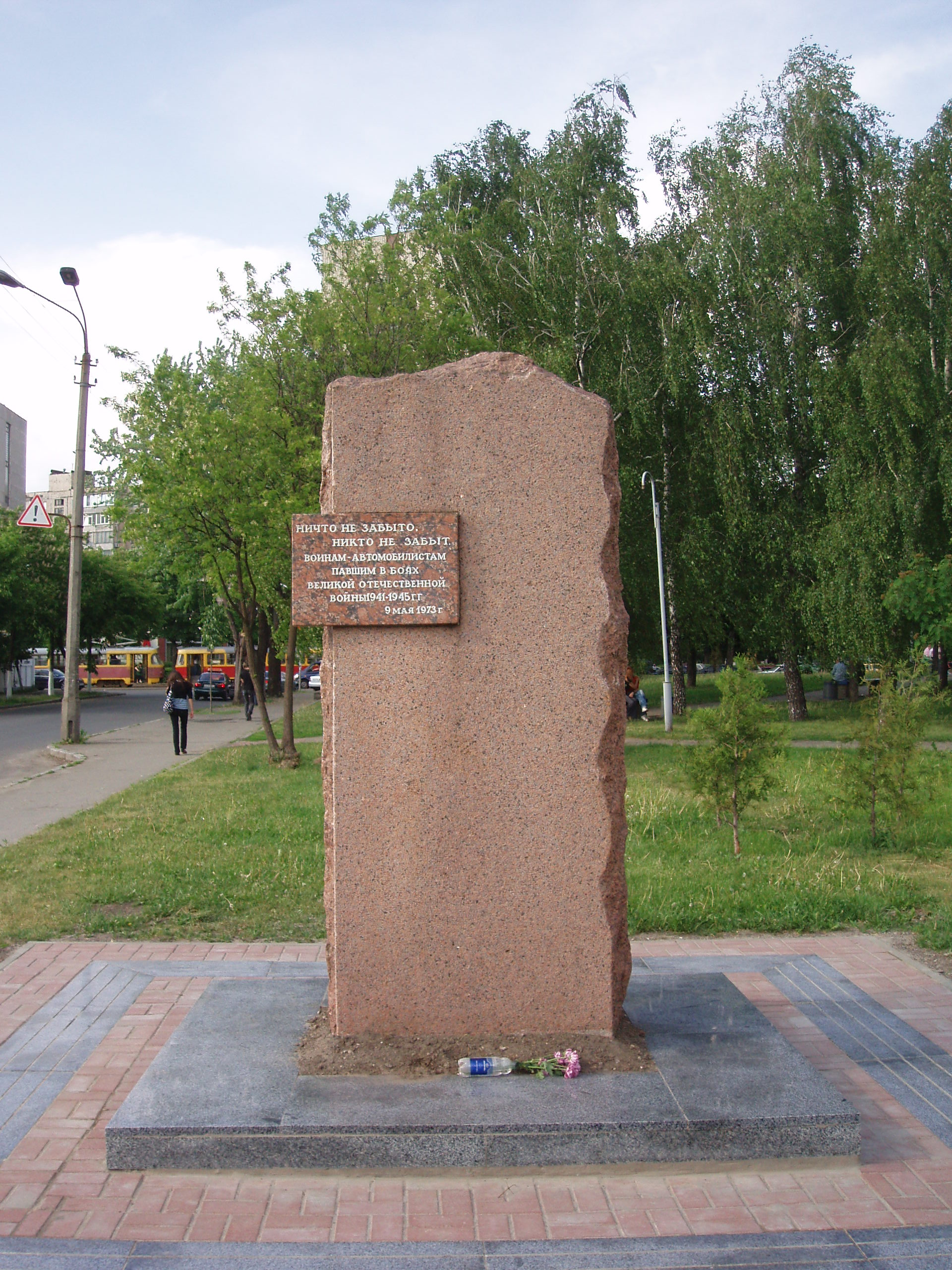
Пам'ятний знак воїнам-автомобілістам
Меморіальна дошка М. Ф. Данилевському (буд. № 1)
Меморальна дошка К. М. Веремієнку (буд. № 3)
Меморіальна дошка О. С. Коломійченку (буд. № 3)